# Gruppo Sportivo Porto Robur Costa 2019-2020
Questa voce raccoglie le informazioni riguardanti il Gruppo Sportivo Porto Robur Costa nelle competizioni ufficiali della stagione 2019-2020.

## Organigramma societario
Area direttiva
- Presidente: Luca Casadio
- Vicepresidente: Piero Roncuzzi
- Team manager: Mattia Castellucci
- Organizzazione: Roberto Costa
- Responsabile abbigliamento sportivo: Corrado Scozzoli
- Segreteria: Tamara Pantaleone

Area tecnica
- Allenatore: Marco Bonitta
- Allenatore in seconda: Alessandro Greco
- Assistente allenatore: Francesco Guarnieri
- Scout man: Patrick Bandini
- Direttore tecnico settore giovanile: Pietro Mazzi

Area comunicazione
- Addetto stampa: Massimo Montanari
- Relazioni esterne: Paolo Badiali
- Responsabile eventi: Maria Teresa Arfelli

Area marketing
- Ufficio marketing: Jacopo Pasini
- Responsabile commerciale: Jacopo Pasini
- Biglietteria: Cristina Adifi

Area sanitaria
- Responsabile staff medico: Alessandro Nobili
- Preparatore atletico: Simone Ade
- Fisioterapista: Stefano Bandini
- Osteopata: Flavio Tiene
- Radiologo: Ivan Nanni

## Rosa
| N° | Nome                 | Ruolo | Data di nascita   | Nazionalità sportiva |
| -- | -------------------- | ----- | ----------------- | -------------------- |
| 1  | Tommaso Stefani      | O     | 4 maggio 2001     | Italia               |
| 2  | Lorenzo Cortesia     | C     | 26 luglio 1999    | Italia               |
| 4  | Thijs ter Horst      | S     | 18 settembre 1991 | Paesi Bassi          |
| 5  | Jani Kovačič         | L     | 14 giugno 1992    | Slovenia             |
| 8  | Davide Saitta        | P     | 23 giugno 1987    | Italia               |
| 9  | Francesco Recine     | S     | 7 febbraio 1999   | Italia               |
| 10 | Sharone Vernon-Evans | O     | 28 agosto 1998    | Canada               |
| 11 | Aleks Grozdanov      | C     | 28 marzo 1998     | Bulgaria             |
| 12 | Aleksa Batak         | P     | 18 gennaio 2000   | Serbia               |
| 13 | Matteo Bortolozzo    | C     | 1º agosto 1989    | Italia               |
| 14 | Stefano Marchini     | L     | 14 gennaio 1997   | Italia               |
| 15 | Daniele Lavia        | S     | 4 novembre 1999   | Italia               |
| 17 | Roamy Alonso         | C     | 24 luglio 1997    | Cuba                 |
| 22 | Oreste Cavuto        | S     | 5 dicembre 1996   | Italia               |

## Mercato
| Acquisti | Acquisti             | Acquisti          | Acquisti   |
| R.       | Nome                 | da                | Modalità   |
| -------- | -------------------- | ----------------- | ---------- |
| C        | Roamy Alonso         | Matanzas          | definitivo |
| P        | Aleksa Batak         | Mladi Radnik      | definitivo |
| C        | Matteo Bortolozzo    | Prata             | definitivo |
| S        | Oreste Cavuto        | Trentino          | definitivo |
| C        | Lorenzo Cortesia     | Emma Villas       | definitivo |
| C        | Aleks Grozdanov      | Maaseik           | definitivo |
| L        | Jani Kovačič         | ACH Volley        | definitivo |
| S        | Francesco Recine     | Club Italia       | definitivo |
| O        | Tommaso Stefani      | Club Italia       | definitivo |
| S        | Thijs ter Horst      | Samsung Bluefangs | definitivo |
| O        | Sharone Vernon-Evans | ONICO Warszawa    | definitivo |

| Cessioni | Cessioni          | Cessioni           | Cessioni   |
| R.       | Nome              | a                  | Modalità   |
| -------- | ----------------- | ------------------ | ---------- |
| O        | Andrea Argenta    | Peimar             | definitivo |
| P        | Simone Di Tommaso | Dannunziana        | definitivo |
| C        | Alberto Elia      | Top Volley Latina  | definitivo |
| L        | Riccardo Goi      | Milano             | definitivo |
| S        | Cristian Poglajen | Ziraat Bankası     | definitivo |
| S        | Giacomo Raffaelli | Stade Poitevin     | definitivo |
| C        | Roberto Russo     | Sir Safety Perugia | definitivo |
| O        | Kamil Rychlicki   | Lube               | definitivo |
| O        | Matěj Šmídl       | Audentese          | definitivo |
| C        | Pieter Verhees    | Warta Zawiercie    | definitivo |

## Risultati

### Superlega

#### Girone di andata
| 1ª giornata - 20 ottobre 2019 PalaDeAndré, Ravenna                        | Porto Robur Costa  | 0 - 3 | Trentino           | 26-28, 15-25, 21-25               |
| 2ª giornata - 27 ottobre 2019 PalaCoccia, Veroli                          | Argos              | 1 - 3 | Porto Robur Costa  | 16-25, 27-29, 25-18, 17-25        |
| 3ª giornata - 7 novembre 2019 PalaDeAndré, Ravenna                        | Porto Robur Costa  | 0 - 3 | Powervolley Milano | 25-27, 16-25, 20-25               |
| 4ª giornata - 10 novembre 2019 PalaDeAndré, Ravenna                       | Porto Robur Costa  | 0 - 3 | Modena             | 20-25, 17-25, 16-25               |
| 5ª giornata - 13 novembre 2019 PalaPiantanida, Busto Arsizio              | Milano             | 3 - 1 | Porto Robur Costa  | 17-25, 25-20, 25-19, 25-22        |
| 6ª giornata - 17 novembre 2019 Palazzetto dello Sport, Cisterna di Latina | Top Volley Latina  | 0 - 3 | Porto Robur Costa  | 20-25, 23-25, 17-25               |
| 7ª giornata - 21 novembre 2019 PalaDeAndré, Ravenna                       | Porto Robur Costa  | 2 - 3 | Lube               | 22-25, 24-26, 25-18, 25-22, 11-15 |
| 8ª giornata - 24 novembre 2019 PalaEvangelisti, Perugia                   | Sir Safety Perugia | 3 - 0 | Porto Robur Costa  | 25-14, 25-18, 25-18               |
| 9ª giornata - 27 novembre 2019 PalaDeAndré, Ravenna                       | Porto Robur Costa  | 3 - 1 | BluVolley Verona   | 25-21, 25-23, 20-25, 25-19        |
| 10ª giornata - 1º dicembre 2019 PalaCalafiore, Reggio Calabria            | Callipo            | 2 - 3 | Porto Robur Costa  | 20-25, 25-22, 21-25, 25-22, 13-15 |
| 11ª giornata - 8 dicembre 2019 PalaDeAndré, Ravenna                       | Porto Robur Costa  | 3 - 0 | Padova             | 25-18, 25-18, 25-19               |
| 12ª giornata - 14 dicembre 2019 PalaBanca, Piacenza                       | You Energy         | 3 - 2 | Porto Robur Costa  | 22-25, 25-21, 19-25, 25-22, 18-16 |

#### Girone di ritorno
| 14ª giornata - 25 dicembre 2019 PalaTrento, Trento               | Trentino           | 3 - 1 | Porto Robur Costa  | 21-25, 30-28, 25-19, 25-21        |
| 15ª giornata - 15 gennaio 2020 PalaDeAndré, Ravenna              | Porto Robur Costa  | 3 - 2 | Argos              | 25-19, 21-25, 21-25, 25-23, 15-10 |
| 16ª giornata - 19 gennaio 2020 PalaLido, Milano                  | Powervolley Milano | 3 - 0 | Porto Robur Costa  | 25-18, 25-20, 25-18               |
| 17ª giornata - 26 gennaio 2020 PalaPanini, Modena                | Modena             | 3 - 0 | Porto Robur Costa  | 25-18, 25-17, 25-18               |
| 18ª giornata - 1º febbraio 2020 PalaDeAndré, Ravenna             | Porto Robur Costa  | 3 - 1 | Milano             | 25-21, 18-25, 25-20, 32-30        |
| 19ª giornata - 5 febbraio 2020 PalaDeAndré, Ravenna              | Porto Robur Costa  | 3 - 1 | Top Volley Latina  | 25-23, 19-25, 25-23, 25-15        |
| 20ª giornata - 9 febbraio 2020 PalaCivitanova, Civitanova Marche | Lube               | 3 - 0 | Porto Robur Costa  | 25-21, 25-23, 25-19               |
| 21ª giornata - 16 febbraio 2020 PalaDeAndré, Ravenna             | Porto Robur Costa  | 1 - 3 | Sir Safety Perugia | 21-25, 25-22, 22-25, 19-25        |
| 22ª giornata - 11 marzo 2020 PalaOlimpia, Verona                 | BluVolley Verona   | -     | Porto Robur Costa  | annullata                         |
| 23ª giornata - 4 marzo 2020 PalaDeAndré, Ravenna                 | Porto Robur Costa  | 3 - 2 | Callipo            | 25-20, 24-26, 18-25, 25-22, 15-13 |
| 24ª giornata - 15 marzo 2020 PalaSanLazzaro, Padova              | Padova             | -     | Porto Robur Costa  | annullata                         |
| 25ª giornata - 21 marzo 2020 PalaDeAndré, Ravenna                | Porto Robur Costa  | -     | You Energy         | annullata                         |

### Coppa Italia

#### Fase a eliminazione diretta
| Quarti di finale - 22 gennaio 2020 PalaPanini, Modena | Modena | 3 - 0 | Porto Robur Costa | 26-24, 25-13, 25-22 |

## Statistiche

### Statistiche di squadra
| Competizione | Punti | In casa | In casa | In casa | In trasferta | In trasferta | In trasferta | Totale | Totale | Totale |
| Competizione | Punti | G       | V       | P       | G            | V            | P            | G      | V      | P      |
| ------------ | ----- | ------- | ------- | ------- | ------------ | ------------ | ------------ | ------ | ------ | ------ |
| Superlega    | 26    | 11      | 6       | 5       | 10           | 3            | 7            | 21     | 9      | 12     |
| Coppa Italia | -     | 0       | 0       | 0       | 1            | 0            | 1            | 1      | 0      | 1      |
| Totale       | -     | 11      | 6       | 5       | 11           | 3            | 8            | 22     | 9      | 13     |

G = partite giocate; V = partite vinte; P = partite perse